# Moor House Nature Reserve
Moor House Nature Reserve är ett naturreservat i Storbritannien.   Det ligger i riksdelen England, i den centrala delen av landet, 400 km norr om huvudstaden London.